# Natalie Willer
Natalie Willer (ur. 2 października 1990) – amerykańska lekkoatletka, skoczkini o tyczce.

## Osiągnięcia
- złoty medal Panamerykańskich mistrzostw juniorów (Port-of-Spain 2009)

## Rekordy życiowe
- skok o tyczce – 4,38 (2009) juniorski rekord Ameryki Północnej
- skok o tyczce (hala) – 4,36 (2011), w 2009 Willer ustanowiła juniorski rekord Ameryki Północnej (4,35)